# Dworzec Perdido
Dworzec Perdido (tyt. oryg. Perdido Street Station) − powieść łącząca elementy fantasy i steampunku, autorstwa brytyjskiego pisarza Chiny Miéville’a. Otrzymała nagrodę British Fantasy Society, nagrodę im. Arthura C. Clarke’a, Sense of Gender Award oraz Nagrodę im. Kurda Lasswitza. Była także nominowana do nagród Nebula, Hugo w kategorii „Najlepsza powieść”, World Fantasy oraz do wyróżnienia przyznawanego przez British Science Fiction Association.
W realiach świata Bas-Lag, którego Nowe Crobuzon jest częścią, rozgrywa się akcja dwóch innych powieści Chiny Mieville’a: Blizny i Żelaznej Rady.

## Fabuła
Głównym bohaterem jest naukowiec-outsider Isaac Dan der Grimnebulin. Powieść opisuje jego losy od spotkania z Yagharkiem, okaleczonym Garudą pragnącym ponownie móc unieść się w powietrze. Głównym wątkiem jest próba schwytania Ciem, istot powstałych po Kryzysie, uwolnionych w Nowym Crobuzon z winy Isaaca. Izaakowi pomagają między innymi: Tkacz, Derkham Blueday, Rada Konstruktów oraz kilkoro najemników.
Tytułowy Dworzec znajduje się w Nowym Crobuzon, które jest dystopijnym, industrialnym miastem-państwem zamieszkiwanym przez wiele gatunków istot. Oprócz zwykłych ludzi, żyją tu także prze-tworzeni, czyli istoty poddane integracji z elementami mechanicznymi, najczęściej w ramach kary za popełnione przestępstwa. Prze-tworzenia dokonuje się w fabrykach karnych będących istotną częścią gospodarki miasta. Żyją tam również Ludzie-kaktusy, skrzydlaci Garudowie, owadopodobni Khepri i ziemnowodni Vodyanoi. Miastem rządzi brutalna milicja na usługach burmistrza.